# Gurania rhizantha
Gurania rhizantha är en gurkväxtart som först beskrevs av Eduard Friedrich Poeppig och Endl., och fick sitt nu gällande namn av Charles Jeffrey. Gurania rhizantha ingår i släktet Gurania och familjen gurkväxter. Inga underarter finns listade i Catalogue of Life.